# Doubí u Tábora (železniční zastávka)
Doubí u Tábora je železniční zastávka ve stejnojmenné obci v okrese Tábor v km 70,772 na dvoukolejné elektrizované železniční trati Praha – České Budějovice, která nahradila bývalou zastávku na jednokolejné trati.

## Historie

### Původní zastávka
Železniční trať privátní společnosti Dráha císaře Františka Josefa u obce Doubí byla zprovozněna 3. září 1871. Návrh na zřízení zastávky v Doubí byl schválen Ředitelstvím státních drah Praha-Jih v roce 1938 v km 70,951 v blízkosti strážního domku č. 47, který byl umístěn v km 71,060. Zastávka byla otevřena 21. července 1940. V blízkosti dráhy byl postaven  služební domek z plechu a sypané nástupiště bez přístřešku. 
Výstavba čekárny se služební místnosti, místnosti pro paliva a záchodů byla provedena až v roce 1949. Objekt byl postaven na náklady obce a také obec na vlastní náklady zajišťovala úklid čekárny, vyvážení žumpy, osvětlení čekárny a měla provádět údržbu stavby. Správa dráhy měla na starosti služební místnost, místnost pro otop, údržbu nástupiště a okolí čekárny ve schůdném stavu. Po kolaudaci 16. srpna 1949 byl objekt dán do užívání. V dalším období bylo postaveno nástupiště z betonových panelů.

### Odbočka
V rámci modernizace IV. koridoru byla 3. července 2007 v km 71,700 (poloha odbočné výhybky) ve vzdálenosti asi 800 m od zastávky uvedena do provozu odbočka s jednou výhybkou, která umožňovala jízdu jiným než přímým směrem rychlostí 80 km/h. Odbočka zabezpečovala přechod jednokolejné na dvoukolejnou trať a naopak. Po výstavbě a uvedení do provozu nové koleje v úseku Soběslav – Doubí u Tábora byla 1. dubna 2022 zrušena. Odbočka byla vybavena elektronickým stavědlem typu ESA 11, které bylo dálkově ovládáno ze stanice Planá nad Lužnicí. Stanice byla kryta ve směru od Roudné (jednokolejná trať) vjezdovým návěstidlem RL v km 71,603, ve směru od Plané nad Lužnicí (dvoukolejná trať) návěstidly 1PS a 2PS (obě v km 71,920). Jízdy vlaků mezi odbočkou a Roudnou byly zabezpečeny reléovým poloautomatickým blokem s kontrolou volnosti trati, v obou kolejích mezi odbočkou a Planou nad Lužnicí pak pomocí obousměrného automatického hradla bez návěstního bodu.

### Nová zastávka
Nová zastávka vznikla v km 70,772 na nové dvoukolejné trati Praha–České Budějovice a byla uvedena do provozu 11. září 2022. V zastávce jsou dvě jednostranná vnější nástupiště o délce 90 m, nástupní hrana je ve výšce 550 mm nad temenem kolejnice. Cestující jsou informování o jízdách vlaků pomocí vizuálního a akustického systému HAVIS, který je ovládán z CDP Praha nebo z pracoviště pohotovostního výpravčího ve Veselí nad Lužnicí.
Strážní domek č. 47 byl zbourán. V km 70,698 byl postaven silniční nadjezd.